# (1076) Viola
(1076) Viola – planetoida z grupy pasa głównego asteroid okrążająca Słońce w ciągu 3 lat i 328 dni w średniej odległości 2,48 au. Została odkryta 5 października 1926 roku w Landessternwarte Heidelberg-Königstuhl w Heidelbergu przez Karla Reinmutha. Nazwa planetoidy pochodzi od łacińskiej nazwy fiołka. Przed nadaniem nazwy planetoida nosiła oznaczenie tymczasowe (1076) 1926 TE.